# José Estruch Chafer
José Estruch Chafer (Valencia, 2 de noviembre de 1886 - ibíd., 
1930) fue un abogado, propietario agrario y político español, diputado en las Cortes Españolas durante la restauración borbónica.
Licenciado en Derecho, trabajó como registrador de la propiedad en Cocentaina y Albaida. Miembro del Partido Liberal Fusionista, fue elegido diputado a las Cortes por el distrito electoral de Albaida en las elecciones generales de 1910. En la cámara fue defensor de los intereses de los propietarios agrarios y fue nombrado presidente de la Federación Agraria de Levante. Fue después gobernador civil de Baleares e intervino en la crisis de subsistencias en Palma de Mallorca por la falta de carbón vegetal para las familias, ordenando el suministro desde las localidades vecinas donde había sido acaparado por autoridades y comerciantes.